# Мобилни уређај
Мобилни уређај је компјутерски уређај, довољно мали да се може држати и управљати руком. Најчешће имају LCD или OLED екране осетљиве на додир, који су погодни за руковање уређајима. Многи уређаји овог типа имају могућност да се повежу на интернет, као и да се преко блутута или вај-фаја повежу са другим уређајима из околине. Мобилни уређаји типично имају камеру, као и могућност за примање или слање телефонских позива, играње видео-игара, коришћење услуга Глобалног позиционог система итд.
За напајање се користи литијумска батерија, а постоје посебни оперативни системи и мобилне апликације које се користе за ове уређаје. Мобилни уређаји имају способност за биометријску аутентификацију, као што су препознавање лица или отиска прста. Први паметни телефони почели су да се развијају крајем 2000-их. Већ током 2010-их њихова функционалност се знатно повећала додавањем разних сензора, као што су акцелерометар, магнетометар и жироскоп, помоћу којих је остварена детекција оријентације и покрета.
Величине мобилних уређаја варирају, али су најпопуларнији они џепне величине, који се могу држати у једној руци. Велики произвођачи мобилних уређаја су компаније: Apple, Samsung, Huawei, Xiaomi, Sony, Google, HTC, Motorola и Nokia.

## Карактеристике
Мобилност уређаја се може посматрати у контексту неколико квалитета:
- Физичке димензије и тежина
- Без обзира да ли је уређај мобилни, или нека врста хоста на који је повезан је мобилни уређај
- За коју врсту уређаја хоста се може везати
- Како уређаји комуницирају са хостом
- Када се мобилност јавља

Стриктно говорећи, многи такозвани мобилни уређаји нису мобилни. Домаћин је мобилни, тј. мобилни људски домаћин носи немобилни паметни телефон. Пример правог мобилног рачунарског уређаја, где је сам уређај мобилан, је робот. Други пример је аутономно возило.
Постоје три основна начина на која мобилни уређаји могу бити физички везани за мобилне хостове: праћени, постављени на површину или уграђени у структуру хоста, на пример, уграђени контролер у хост уређају. У пратњи се односи на објекат који је лабаво везан и прати мобилног домаћина, на пример, паметни телефон се може носити у торби или џепу, али се лако може загубити. Дакле, мобилни домаћини са уграђеним уређајима као што је аутономно возило могу изгледати већи од џепне величине.
Најчешћа величина мобилног рачунарског уређаја је џепна величина, али постоје и друге величине за мобилне уређаје. Марк Вајзер, познат као отац свеприсутног рачунарства, поменуо је величине уређаја које су величине језичка, блока и плоче, где су картице дефинисане као пратећи уређаји или потрошни уређаји центиметарске величине који се могу носити, нпр. паметни телефони, фаблети и падови су дефинисани као ручни уређаји дециметарске величине. Ако неко промени форму мобилних уређаја у смислу да буду непланарни, може постојати кожни уређаји и мали уређаји величине прашине. Прашина се односи на минијатуризоване уређаје без директних HCI интерфејса, на пример, микро електро-механички системи (MEMS), у распону од нанометара преко микрометара до милиметара. Погледајте и Паметна прашина. Кожа: тканине засноване на полимерима који емитују светлост, и проводљивим и органским компјутерским уређајима. Они се могу формирати у флексибилније непланарне површине екрана и производе као што су одећа и завесе, погледајте ОЛЕД екран. Такође погледајте паметни уређај.
Иако се мобилност често сматра синонимом за бежично повезивање, ови појмови су различити. Не мора сав приступ мрежи мобилних корисника, апликација и уређаја бити преко бежичних мрежа и обрнуто. Бежични приступни уређаји могу бити статични, а мобилни корисници могу да се крећу између жичаних и бежичних приступних тачака, као што су интернет кафићи. Неки мобилни уређаји се могу користити као мобилни интернет уређаји за приступ Интернету док се крећу, али то не морају да чине, а многе функције телефона или апликације и даље раде чак и када су искључене са Интернета.
Оно што мобилни уређај чини јединственим у поређењу са другим технологијама је инхерентна флексибилност хардвера и софтвера. Флексибилне апликације укључују видео ћаскање, претраживање веба, системе плаћања, NFC, аудио снимање итд. Како мобилни уређаји постају свеприсутни, доћи ће до ширења услуга које укључују коришћење облака. Иако уобичајени облик мобилног уређаја, паметни телефон, има екран, други можда чак и чешћи облик паметног рачунарског уређаја, паметна картица, на пример, која се користи као банкарска или путна картица, нема екран. Овај мобилни уређај често има CPU и меморију, али је потребно да се повеже или унесе у читач да би приказали његови интерни подаци или стање.

## Употребе
Ручни уређаји су постали робуснији за употребу у мобилном теренском управљању, као што су дигитализација белешки, слање и примање фактура, управљање имовином, снимање потписа, управљање деловима и скенирање бар кодова.
У 2009. години, развој система за мобилну сарадњу омогућио је коришћење ручних уређаја који комбинују видео, аудио и могућности цртања на екрану како би омогућили конференцију са више страна у реалном времену, независно од локације. Ручни рачунари су доступни у различитим факторима форме, укључујући паметне телефоне ниже класе, ручне ПДА уређаје, ултра-мобилне рачунаре и таблет рачунаре (Палм ОС, WebOS). Корисници могу гледати телевизију путем Интернета преко IPTV на неким мобилним уређајима. Пријемници мобилне телевизије постоје од 1960-их, а у 21. веку провајдери мобилних телефона почели су да омогућавају телевизију на мобилним телефонима.
Током 2010-их, примећено је да мобилни уређаји често укључују могућност синхронизације и дељења различитих података упркос удаљености или спецификацијама уређаја. У области медицине, мобилни уређаји брзо постају суштински алати за приступ клиничким информацијама као што су лекови, лечење, чак и медицински прорачун. Због популарности мобилних игара, индустрија коцкања је почела да нуди казино игре на мобилним уређајима, што је довело до укључивања ових уређаја у законодавство као уређаја који би се потенцијално могли користити за илегално коцкање. Друге потенцијално незаконите активности могу укључивати употребу мобилних уређаја у дистрибуцији дечје порнографије, и у легалнон порнографској индустрији коришћење мобилних апликација и хардвера за промовисање својих активности, као и могућност коришћења мобилних уређаја за обављање прекограничних услуга, што су све питања која треба регулисати. У војсци, мобилни уређаји су створили нове могућности за оружане снаге да испоруче материјале за обуку и образовање војницима, без обзира на то где су стационирани.

## Типови
Постоји много типова мобилних уређаја, а неки од њих су:
- Мобилни компјутери[14]
  - Паметни телефон
  - Таблични рачунар
  - Калкулатор
  - Лаптоп
  - Персонални дигитални асистент

- Мобилни телефони
  - Телефони са камером
  - Паметни телефон

- Дигитални фото-апарати
  - Видео-камера
  - Предња камера

- Пејџер

- Носиви рачунари
  - Паметни сатови
  - Сатови - калкулатори

- Паметне картице